# Lilla Gässen
Lilla Gässen är en sjö i Mora kommun i Dalarna och ingår i Dalälvens huvudavrinningsområde.